# GE (satélite)
GE foi uma série de satélites operados pela GE Americom, com transmissão com cobertura principalmente voltada aos Estados Unidos.
A marca GE foi extinta após a GE Americom ser adquirida pela SES e renomeada para SES Americom, assim como a empresa a série de satélites também foi renomeada, os satélites GE receberam a nova designação de AMC.

## Satélites
| Satélite | Fabricante                             | Data do lançamento     | Veículo de lançamento | Estado     | Nota |
| -------- | -------------------------------------- | ---------------------- | --------------------- | ---------- | --- |
| GE-1     | Lockheed Martin                        | 8 de setembro de 1996  | Atlas 2A              | Ativo      | Atual AMC-1 |
| GE-1A    | Lockheed Martin                        | 1 de outubro de 2000   | Proton-K/Blok-DM-3    | Ativo      | Anteriormente conhecido por AAP-1 e Worldsat 1. Atual NSS-11 |
| GE-1E    | Aerospatiale                           | 12 de novembro de 1997 | Ariane 44L            | Inativo    | Antigo Sirius 2. Atual Astra 5A |
| GE-1i    | Alcatel Space                          | 3 de fevereiro de 2005 | Proton-M/Briz-M       | Ativo      | Anteriormente denominado de Worldsat 2, AMC-12 e Astra 4A. Atual NSS-10 e Star One C12 |
| GE-2     | Lockheed Martin                        | 31 de janeiro de 1997  | Ariane 44L            | Ativo      | Atual AMC-2 |
| GE-2i    | Alcatel Space                          | Não foi lançado        | Ariane 5 ECA          | Reordenado | Anteriormente conhecido por Worldsat 3, AMC-13, AMC 23 e GE-23. Atual Eutelsat 172A |
| GE-3     | Lockheed Martin                        | 4 de setembro de 1997  | Atlas 2AS             | Ativo      | Atual AMC-3 |
| GE-3i    | Lockheed Martin                        | Não foi lançado        |                       | Cancelado  | O satélite foi renomeado para AMC-22 após a SES Americom assumir a empresa, mas o mesmo acabou sendo cancelado neste processo. |
| GE-4     | Lockheed Martin                        | 13 de novembro de 1999 | Ariane 44L            | Ativo      | Atual AMC-4 |
| GE-5     | Dornier Satellitensysteme Aerospatiale | 28 de outubro de 1998  | Ariane 44L            | Ativo      | Antigo Nahuel 1B. Atual AMC-5 |
| GE-6     | Lockheed Martin                        | 21 de outubro de 2000  | Proton-M/Blok-DM-3    | Ativo      | Atual AMC-6 e Rainbow 2 |
| GE-7     | Lockheed Martin                        | 14 de setembro de 2000 | Ariane 5G             | Ativo      | Atual AMC-7 |
| GE-8     | Lockheed Martin                        | 19 de dezembro de 2000 | Ariane 5G             | Ativo      | Atual AMC-8 e Aurora 3 |
| GE-9     | Lockheed Martin                        | Não foi lançado        |                       | Cancelado  | O satélite foi planejado para ser lançado em órbita no início dos anos 2000, mas ele acabou sendo cancelado e não sendo lançado. |
| GE-10    | Lockheed Martin                        | 5 de fevereiro de 2004 | Atlas 2AS             | Ativo      | Atual AMC-10 |
| GE-11    | Lockheed Martin                        | 19 de maio de 2004     | Atlas 2AS             | Ativo      | Atual AMC-11 |
| GE-12    | Alcatel Space                          | 6 de junho de 2003     | Proton-K/Briz-M       | Ativo      | Atual AMC-12 |
| GE-14    | Lockheed Martin                        | 14 de março de 2008    | Proton-M/Briz-M       | Vendido    | Posteriormente conhecido por AMC-14. Atualmente por USAT-S1. Falhou parcialmente; Após uma falha do veículo lançador, o satélite foi colocado em uma órbita intermediária e só conseguiu alcançar a órbita geoestacionária no final de janeiro de 2009. O satélite foi adquirido pelo Departamento de Defesa dos Estados Unidos e está ativo em uma órbita altamente inclinada e é operado com a designação USAT-S1 |
| GE-18    | Lockheed Martin                        | 8 de dezembro de 2006  | Ariane 5 ECA          | Ativo      | Atual AMC-18 |
| GE-23    | Alcatel Alenia Space                   | 29 de dezembro de 2005 | Proton-M/Briz-M       | Ativo      | Anteriormente conhecido por Worldsat 3, AMC-13, GE-2i e AMC-23. Atual Eutelsat 172A |